# Naoya Ogawa

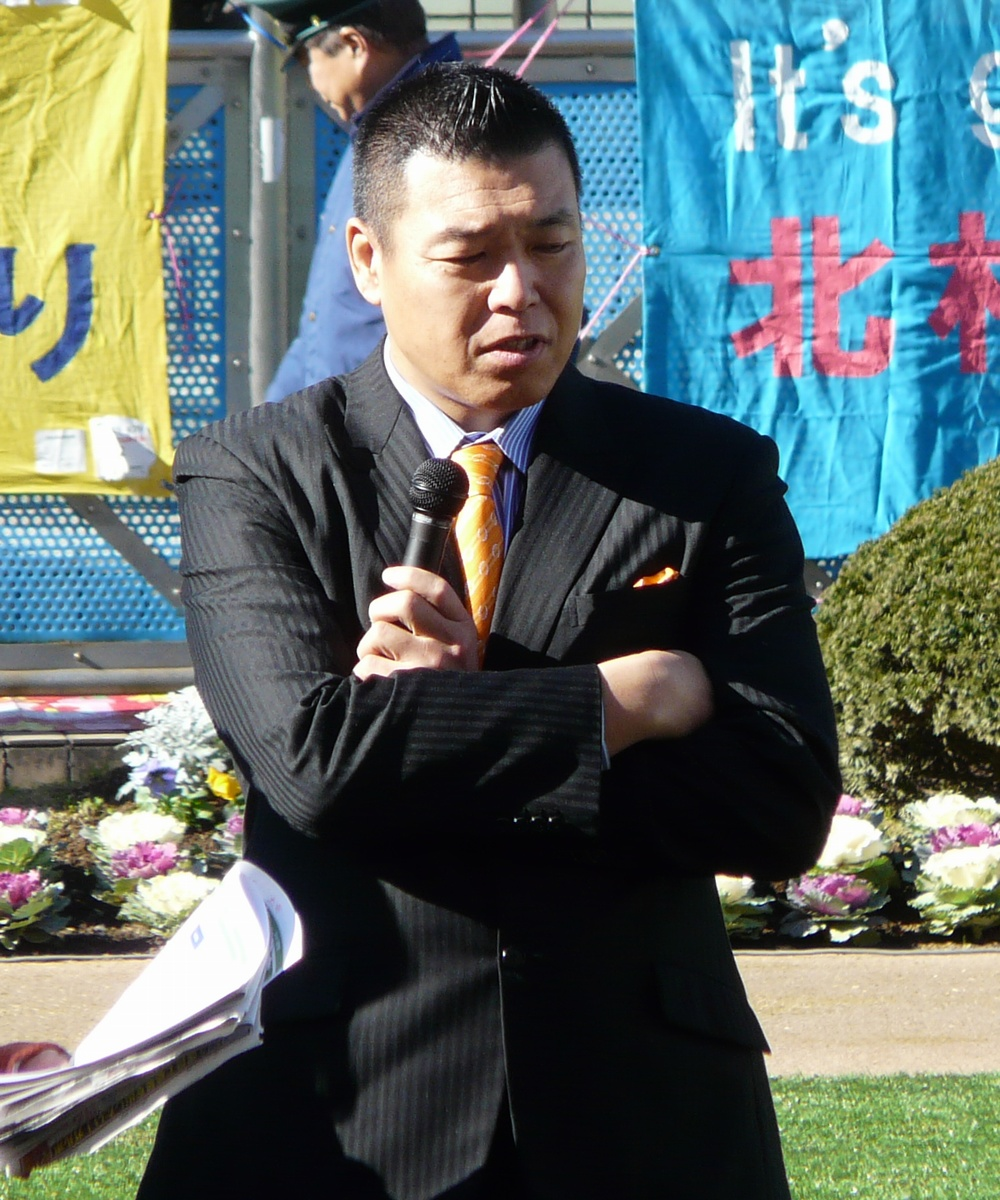
Naoya Ogawa (2011)

Naoya Ogawa (jap. 小川 直也, Ogawa Naoya; * 31. März 1968 in Suginami, Präfektur Tokio) ist ein japanischer Wrestler, MMA-Kämpfer und Judoka.
Ogawa fing während seiner Schulzeit mit Judo an und konnte in seinem zweiten Jahr auf der Meiji-Universität einen Weltmeistertitel gewinnen. Er ist damit der bisher jüngste Weltmeister in diesem Sport. Insgesamt erkämpfte er vier Weltmeistertitel.
1992 nahm Ogawa an den Olympischen Sommerspielen teil und konnte dort im Schwergewicht die Silbermedaille gewinnen.
1997 wurde er dann von Antonio Inoki angeworben für New Japan Pro-Wrestling im Puroresu zu arbeiten. Er bestreitet allerdings auch Wettkämpfe des MMA-Veranstalters PRIDE FC.